# Henri de Curzon
Pour les articles homonymes, voir Curzon.
Henri de Curzon (Henri Parent de Curzon dit) (Le Havre, 6 juillet 1861 – Paris 7e, 25 février 1942) est un musicographe, musicologue, historien et archiviste français.

## Biographie
Henri Parent de Curzon est le fils du peintre Alfred de Curzon. Il entre à l'École des chartes en 1879. En 1885, baryton, il prend des leçons de chant et est germaniste et hispaniste de formation,. Passionné d'archéologie, il publie plusieurs notices sur des églises : Iseure-les-Moulins (1884), Champvoux, Saint-Germain-des-Faussés (1885), ainsi qu'une plaquette sur Le donjon de Châtillon-sur-Loing (1897).
Après sa thèse, intitulée Essai sur la maison du Temple de Paris, Henri de Curzon est archiviste puis conservateur aux Archives nationales (1882–1926),, puis bibliothécaire à l'Opéra-Comique en 1926. Il entreprend parallèlement une carrière de critique musical à la Revue de la France moderne dès 1880, il passe à La Gazette de France de 1899 à 1918, puis au Journal des débats où en 1928, il remplace Adolphe Jullien, mais également pour le Guide musical et Le Ménestrel.
Il laisse à la musicologie de « remarquables études », notamment par ses monographies d'André Grétry, Giacomo Meyerbeer, Gioachino Rossini et Gabriel Fauré, des traductions de l'allemand de la correspondance de Mozart et des écrits critiques de Robert Schumann consacrés à Bach, Cherubini, Beethoven, Cramer, Hummel, Spohr, Mendelssohn, Meyerbeer, Rossini, Schubert et Berlioz. Cette traduction est importante, car « elle nous permet encore d’apprécier les jugements de Schumann sur un certain nombre de compositions, l’idée qu’il se faisait de son art en rapport avec l’esthétique romantique, l’originalité de sa démarche critique et de son style en tant que critique ».
Porté sur le XVIIIe siècle, l'importance des monographies, études et articles de Curzon conservent leurs valeurs aujourd'hui grâce à son « sens du document ». Il est aussi le premier historien français de Schubert.
Il est fait chevalier de la légion d'honneur en 1921.

## Écrits

### Monographies et ouvrages
- Essai sur la maison du Temple de Paris (1883) thèse de l'École nationale des chartes[11], publié en 1886 et augmenté pour sa soutenance de thèse en 1888 à la Sorbonne, sous les titres de :
  - La règle du temple : publiée pour la société de l'histoire de France, Renouard, 1886, 1re éd., xlj+368 (lire en ligne)
  - La Maison du Temple de Paris : histoire et description avec deux planches, Paris, Hachette, 1888, 356 p. (lire en ligne)
- La Légende de Sigurd dans l'Edda : l’opéra d’E. Reyer, Paris, Fischbacher, 1890, 280 p. (lire en ligne)
- Les dernières années de Piccinni à Paris (1890)
- Salammbo, le poëme et l'opéra (Fischbacher, 1890) [lire en ligne]
- Musiciens du temps passé (1893)
- Croquis d'artistes (1898) [lire en ligne]
- Les Lieder de Schubert (1899)
- Guide de l'amateur d'ouvrage sur la musique (1901–1909)
- Bibliographie Térésienne (1902) [lire en ligne]
- Felipe Pedrell et « Les Pyrénées » (Fischbacher, 1902) [lire en ligne]
- Les lieder de Beethoven (1905)
- Essai de bibliographie mozartienne (1906)
- Grétry (1907) [lire en ligne]
- L'Évolution lyrique au théâtre (1908)
- Meyerbeer (1910) [lire en ligne]
- Le théâtre de José Echegaray : étude analytique (1912) [lire en ligne]
- Documents inédits sur le Faust de Gounod, avec Albert Soubies, Fischbacher, 1912 lire en ligne sur Gallica
- Mozart (1914 ; 5e éd. 1938)
- Alfred de Curzon, peintre (1820-1895), sa vie et son œuvre : d'après ses souvenirs, ses lettres, ses contemporains (Laurens, 1916) (BNF 31985712)
- Rossini (1920) [lire en ligne]
- L'Œuvre de Richard Wagner à Paris et ses interprètes (1850-1914) (Maurice Sénart, 1920) [lire en ligne]
- Ambroise Thomas (1921)
- Fauré (1923)
- J.-B. Faure, 1850-1914 (Fischbacher, 1923) lire en ligne sur Gallica
- Léo Delibes (1836-1891), sa vie et son œuvre, G. Legouix, 1926
- Cosima Wagner à Bayreuth (1930)
- Berlioz, l'homme et le musicien (1932)
- À la gloire de... Mozart (Éd. de la Nouvelle Revue critique, 1938) (BNF 41636681)

### Articles
- « Franz Schubert, bibliographie critique » (Revue des études historiques, 1899) [lire en ligne]
- « Quelques souvenirs et lettres de Robert Schumann », Le Guide musical, vol. 46, no 1,‎ 7 janvier 1900, p. 3–6 (OCLC 13388008, lire en ligne)
- « Ernest Reyer, sa vie et ses œuvres », Revue de musicologie,‎ 1924.
- « Les opéras-comiques de Boeldieu », La Revue musicale (novembre 1933)
- « Les archives anciennes de l'Opéra-Comique » (Le Ménestrel, 1934)
- « Le Boléro : Souvenirs de sa première exécution », La Revue musicale,‎ décembre 1938, p. 210.
- « Ondine, l'opéra fantastique d'E.T.A. Hoffmann, précurseur de Weber », Journal des débats, « Revue Musicale » des 8 octobre 1938 et 3 juin 1939. [lire en ligne]

### Éditeur
- Répertoire numérique des archives de la Maison du roi (1903) [lire en ligne]
- La musique, textes choisis et commentés par Henri de Curzon (1914) [lire en ligne]

### Traducteur
- E.T.A. Hoffmann, Fantaisie à la manière de Callot (1891)
- Robert Schumann, Écrits sur la musique et les musiciens (1894–1898)
- Lettres de Mozart (1888–1898 et 1928)
- Zorrilla, Don juan Tenorio (1899)
- Cervantes, Deux bavards (1900)

Curzon a également traduit plusieurs livrets d'opéras allemands, italiens et espagnols.